# 9112 Hatsulars
9112 Hatsulars este un asteroid din centura principală, descoperit pe 31 ianuarie 1997, de Takao Kobayashi.